# Reinier van Houten
Reinier van Houten (Bergh, 11 mei 1908 - Rheden, 1983) was een Nederlands nationaalsocialistisch uitgever.

## Biografie
Reinier van Houten trad in 1932 in het huwelijk met Carolina Margaretha Sophie de Bock, dochter van luitenant-kolonel der infanterie Lodewijk Alexander Cornelis de Bock, tijdens de oorlog commandant van de Nederlandse Arbeidsdienst. In hetzelfde jaar werd hij al lid van de NSB (stamboeknummer 54, hetgeen wil zeggen dat hij het 54e lid was). Een jaar later vroeg Mussert hem om de leiding van uitgeverij Nenasu op zich te nemen. In 1936 werd hij voor een half jaar aangesteld als directeur van Het Nationale Dagblad, de krant van de NSB. Aangezien hij weinig vertrouwen koesterde in Mussert als leider van de NSB, liet hij zich in 1937 als lid uitschrijven en sloot hij zich aan bij de kring rond Der Vaderen Erfdeel, die zich later voortzette als Volksche Werkgemeenschap.
In 1940 vertrouwde de voorman van de Nederlandsche SS Henk Feldmeijer hem de leiding van uitgeverij Hamer toe. Korte tijd later kwamen daar de ondernemingen Storm en Liebaert bij. Het kon dan ook niet anders of Van Houten zou zich bij de Nederlandsche SS aansluiten. Zijn broer Herman van Houten was zonder problemen aangenomen, maar Reinier was al drie keer afgewezen. Nog in april 1942 keurde de 'Chef des Rasse- und Siedlungshauptamt der SS' Van Houten af. Hij zou Maleis bloed hebben en een 'onharmonieuze gezichtsopbouw'. In het bijzonder was de rassendeskundige opgevallen 'een plompe kin, licht gezwollen neusvleugels, en in het bijzonder de hooggeplaatste wenkbrauwen en de zwaar geloken oogleden'. Even dreigde Van Houten slachtoffer van de door hemzelf gepropageerde rassenleer te worden, maar mede omdat Feldmeijer een warme aanbeveling schreef, besliste Himmler positief en werd Van Houten tot SS-Untersturmführer benoemd. In 1942 nam hij de leiding op zich van Noorderland, de uitgeverij van het genootschap Saxo-Frisia. Datzelfde jaar kreeg hij tevens de Verwaltung (beheer) van de uitgeverijen Van Holkema & Warendorf, Querido en H.P. Leopold. Van 1942 tot 1944 was Van Houten lid van de Nederlandsche Kultuurraad.
In mei 1943 ontsloeg Van Houten de redactie van het literaire tijdschrift Groot Nederland, een uitgave van Van Holkema & Warendorf, en stelde hier een aantal SS-redacteuren aan. Daarmee werd Groot Nederland het officiële orgaan van de Arbeidsgemeenschap voor de Kunst en zodoende het voertuig van de literaire ambities van SS'ers als Nico de Haas en Jan van der Made. Eenzelfde actie ondernam Van Houten met de redactrice van De vrouw en haar huis, een blad dat vanaf 1943 J.G. Hoekstra Klumper als hoofdredactrice kreeg. Beide tijdschriften voeren zo een apert nationaalsocialistische richting uit. Tot 1 november 1943 was hij hoofd van de afdeling propaganda van de Germaansche SS in Nederland.
Van Houten was overtuigd van de culturele betekenis van uitgeverij Querido. Vóór de bezetting gaf Querido de werken uit van een groot aantal bekende auteurs als Marsman, Menno ter Braak, E. du Perron, A.M. de Jong en anderen. Volgens Van Houten bevonden zich onder hen ook veel auteurs die de moeite waard waren zoals J.W.F. Werumeus Buning, Aar van de Werfhorst en Elisabeth Zernike. Hij probeerde van het nationaalsocialistische Departement van Volksvoorlichting en Kunsten voortdurend toestemming te verkrijgen voor herdrukken en nieuwe uitgaven. Tot zijn ergernis ondervond hij hierbij tegenwerking van de bezetter.
Zo was hij er in zijn ogen bijna in geslaagd de dichter Werumeus Buning te winnen, voor hem het grootste talent in Nederland. Werumeus Buning had zich al aangemeld voor de Kultuurkamer. Maar bij Van Houtens pogingen om een herdruk van zijn gedichten te laten verschijnen, gooiden de SD en Referat Schrifttum roet in het eten. Zij verhinderden de uitgave omdat Werumeus Buning in 1940 Vae Victis (Wee den overwonnenen), een aanklacht tegen de Duitse bezetting van Bohemen, had laten verschijnen. Van Houten berichtte naar aanleiding daarvan aan Feldmeijer: 'Ik wilde, dat de SD en het Referat Schrifttum zich in deze zaken eens lieten raden, de weerzin van bepaalde schrijvers ligt dikwijls heel anders dan men meent, namelijk deze is gericht tegen de N.S.B. en haar dagelijkse politiek en ik geloof zeker meer te kunnen bereiken, wanneer men mij wat meer de vrije hand liet of liever niet altijd meende, alles beter te kunnen beoordelen.'
Werumeus Buning merkte zelf hierover op, dat hij op verzoek van Van Oorschot Van Houten eens bij hem ontvangen had, om uit te vissen hoe het met de liquidatie van Querido zou gaan. 'Bij dat onderhoud heeft Van Houten mij verschillende voorstellen gedaan, welke ik allemaal van de hand heb gewezen.' Uiteindelijk was het Van Houtens bedoeling bij de liquidatie van de uitgeverij in 1943 het waardevolle gedeelte ervan over te nemen in Van Holkema & Warendorf. Deze uitgeverij, die een bekende en politiek neutrale klank had, wilde hij benutten om met SS-gedachten in niet-nazi-milieus te infiltreren. De tijdschriften en het boekenfonds zouden geleidelijk met nationaalsocialistische geest doortrokken worden. Van Houten meende dat tijdschriften, waarin de SS 'getarnt' optrad, hun abonnees in grote mate behielden, terwijl dit niet het geval was met de tijdschriften waarin aan het SS-karakter openlijk gestalte werd gegeven. Een roman waarin SS-ideeën 'getarnt' naar voren kwamen en die volgens Van Houten daarom uitermate geschikt was om bij Van Holkema & Warendorf te verschijnen, was bijvoorbeeld John Steinbecks Grapes of wrath, die reeds vóór mei 1940 in vertaling onder de titel De druiven der gramschap bij Van Holkema & Warendorf was uitgekomen: 'Het is een felle aanklacht tegen het Amerikaanse grootkapitaal, dat honderdduizenden boeren van hun land verjaagt en in Californië deze landverhuizers tegen hongerlonen uitbuit. De tendens is marxistisch, de stijl en opvattingen zijn ... volks.'
Op 12 april 1943 liet Van Houten aan Feldmeijer weten dat de redactie van Groot Nederland over zou gaan in handen van Jan van der Made, Sybren Modderman en Hendrik Lindt. Zelf hield Van Houten 'een zeker veto' op de redactie. Vier dagen later nodigde hij de SS-vormingsleider J.C. Nachenius schriftelijk uit om zich als lid bij de nieuwe arbeidsgemeenschap aan te sluiten. Naast de initiatiefnemers Van der Made, Polet, Dirk Hannema en Modderman hadden zich toen reeds onder anderen aangediend Steven Barends, Nico de Haas, Hendrik Lindt en Henri Bruning. De eerste officiële vergadering van de Arbeidsgemeenschap voor Kunst vond plaats op 18 juni 1943 in Hotel Krasnapolsky te Amsterdam. De bijeenkomst werd bijgewoond door Reinier van Houten, Jan van der Made, Modderman, Hendrik Lindt, Johan Polet, Nico de Haas, Henri Bruning, Gerard Wijdeveld, Rudolf Steinmetz, Ben Moritz, Steven Barends, Johan Theunisz, H.W. van Etten, J.C. Nachenius, Gerda Schaap, Max Wolters, Jan Teunissen en Eduard Rijff. Er ontstond een uitgebreide gedachtewisseling. Organisatie en werkwijze werden nader uiteengezet. Men legde de nadruk daarbij op de media waarmee men naar buiten zou treden. Naast de verzorging van Groot Nederland zou er ook een radioprogramma ingevuld moeten worden. Met deze vergadering was de Arbeidsgemeenschap voor Kunst definitief opgericht. De maand daarop kwam het eerste nummer van Groot Nederland onder verantwoordelijkheid van de nieuwe redactie uit.
Vast staat zodoende dat Reinier van Houten het culturele gezicht van de Nederlandsche SS mede heeft bepaald. Geert van Oorschot, destijds werkzaam bij Querido, was positief in zijn oordeel over Van Houten. 'Hij heeft zich meerdere malen uitgelaten dat hij overtuigd was van het culturele belang van de uitgeverij, Querido, met welke bij- of privébedoelingen is mij niet bekend', verklaarde Van Oorschot. 'Wel weet ik dat hij herhaalde malen getracht heeft bij de Duitse instanties, het verdere voortbestaan van de uitgeverij mogelijk te maken. Hij heeft verschillende malen getracht bij de Kultuurkamer toestemming te verkrijgen tot het brengen van nieuwe uitgaven of herdrukken, hetgeen erop wijst, dat het niet in zijn bedoeling heeft gelegen, de productie stop te zetten en daardoor de liquidatie te verhaasten.' Later zei Van Oorschot in het tijdschrift Hollands Diep tegen interviewer Max van Rooy over zijn Verwalter: 'Dat was geen schoft. Dat was een Edel-fascist en het edel-fascisme had elementen in zich die niet zo gek waren. Had de socialistische beweging deze maar gehad.' Ook Marten Cornelis Loot, directeur van uitgeverij H.P. Leopold, verklaarde na de oorlog dat Van Houten zich tegenover iedereen correct gedroeg en geen geld aan de kas onttrokken had.
Reinier van Houten werd tot vijf jaar internering veroordeeld. Als uitgever mocht hij voor acht jaar zijn beroep niet meer uitoefenen. Hoewel hij geen journalistiek werk had gedaan, veroordeelde de Zuiveringsraad voor de Pers hem tot een schrijfverbod van twintig jaar. Tot op hoge leeftijd blijft Van Houten werkzaam in het uitgeverswezen, op het laatst bij uitgeverij Ankh-Hermes te Deventer.
Reinier van Houten is de vader van de schrijver Boudewijn van Houten.